# Татай-Хутір
Татай-Хутір (рос. Татай-Хутор) — село у Ножай-Юртовському районі Чечні Російської Федерації.
Населення становить 537 осіб. Входить до складу муніципального утворення Байтаркинське сільське поселення.

## Історія
Згідно із законом від 20 лютого 2009 року органом місцевого самоврядування є Байтаркинське сільське поселення.

## Населення
| 1990 | 2002 | 2010 |
| ---- | ---- | ---- |
| 474  | ↘434 | ↗537 |